# Kato Starszy
Marek Porcjusz Katon (Marcus Porcius Cato) zwany Cenzorem (Censorius, ur. 234 p.n.e. w Tusculum, zm. 149 p.n.e.) – mówca, polityk i pisarz rzymski. Pradziad Katona Młodszego.

## Życiorys
Pochodził ze stanu ekwitów. Około 217 p.n.e. rozpoczął służbę wojskową i brał udział w wojnie z Hannibalem jako szeregowy legionista. W 214 p.n.e. został trybunem wojskowym na Sycylii. W roku 204 p.n.e. był kwestorem, a w 195 p.n.e. za swe zwycięstwa w Hiszpanii odbył triumf w Rzymie. W 184 p.n.e. został cenzorem.
Wsławił się nieprzejednaną wrogością do Kartaginy i ciągłymi nawoływaniami do jej zburzenia. Polegało to m.in. na tym, że każde, wygłaszane na dowolny temat, wystąpienie w Senacie kończył zdaniem: Ceterum censeo Carthaginem esse delendam (łac. „A poza tym sądzę, że Kartaginę należy zniszczyć”). Cytowane to bywa również jako Delenda est Carthago (Kartaginę trzeba zniszczyć) albo Videtur et hoc mihi Carthaginem non debere esse (jeszcze to mi się wydaje, że Kartagina nie powinna istnieć). Jakimi słowami w rzeczywistości posłużył się Katon, nie wiemy, wiadomość ta bowiem przekazana jest przez Plutarcha, a ten zapisał to po grecku δοκεῖ δέ μοι καὶ Καρχηδόνα μὴ εἶναι [dokei de moi kai Karchedona me einai], „zresztą wydaje mi się również, że Kartaginy powinno nie być”. Ceterum censeo Carthaginem delendam esse  jest późniejszym, już nowożytnym, przekładem tych słów.
Katon zwalczał również wszelkie wpływy greckie, będąc zwolennikiem tradycyjnych cnót rzymskich i republikańskich rządów.

## Dzieła
- Praecepta ad filium (Nauki dla syna) – uznane za pierwszą rzymską encyklopedię. Zawierała informację z zakresu retoryki, medycyny i rolnictwa. Zachowały się fragmenty, w których napisał sławne zdania: rem tene,verba sequentur – Trzymaj się tematu, a słowa przyjdą same; oraz Złodzieje dobra prywatnego żywot spędzają w kajdanach, złodzieje dobra publicznego – w złocie i purpurze, skierowane do zdzierców prowincji.
- De agri cultura (O gospodarstwie wiejskim) – najstarsze zachowane do naszych czasów w całości dzieło napisane po łacinie prozą, podręcznik prowadzenia posiadłości ziemskiej. Zawiera też między innymi przepisy kucharskie, medyczne, religijne, porady dotyczące zaopatrzenia i zbytu.
- Origines (Początki) – historia Rzymu od założenia do roku 149 p.n.e. zawierająca m.in. opis powstawania miast italskich. Było to istotne źródło, z którego czerpali historycy rzymscy, m.in. Salustiusz oraz Liwiusz. Zachowały się nieliczne fragmenty.
- Orationes
- De re militari
- De lege ad pontifices auguresque spectanti
- Historia Romana litteris magnis conscripta
- Carmen de moribus
- Apophthegmata